# Francesco Navarrini
Francesco Navarrini (Cittadella, 26 dicembre 1855 – Milano, 21 febbraio 1923) è stato un basso italiano.

## Biografia
Nacque da una buona famiglia e visse in Italia. 
Nel 1879 cantò in pubblico per la prima volta al Politeama Garibaldi di Treviso nella Lucrezia Borgia, il 26 dicembre 1880 è Giamshid nella prima assoluta di La regina del Nepal di Giovanni Bottesini diretto da Carlo Pedrotti con Mattia Battistini al Teatro Regio di Torino dove nel 1881 diretto da Pedrotti è lo spettro/secondo becchino in Hamlet (opera), Don Apostolo Gazella in Lucrezia Borgia e Raimondo in Lucia di Lammermoor con Battistini.
Il 26 dicembre 1883, esordì al Teatro alla Scala di Milano diretto da Eugenio Cavallini come Alvise ne La Gioconda e Pietro ne La muta di Portici seguito nel 1884 dal Grande Inquisitore in Don Carlo diretto da Franco Faccio con Giuseppina Pasqua, Francesco Tamagno e Paul Lhérie.
Nell'1886 interpretò la parte di Lodovico nell'Otello di Verdi.
Cantò per molti anni all'estero, principalmente in America Latina e in Europa, facendo parte della triade dei "Tre Checchi", di cui facevano anche parte il celebre tenore Francesco Tamagno e Francesco Pozzi.
Fu proprietario della Villa Caffo-Navarrini di Rossano Veneto, nella cancellata si possono ancora oggi notare due lire: simbolo del canto e della lirica.
Il suo repertorio comprende molte opere, tra le più importanti:
- Lucrezia Borgia
- Don Giovanni
- I puritani
- Gli ugonotti
- Il barbiere di Siviglia

Morì nella sua abitazione di Milano il 21 febbraio 1923 all'età di 68 anni, e fu sepolto al Cimitero Monumentale.